# 1997 BR
1997 BR är en asteroid i huvudbältet som upptäcktes den 20 januari 1997 av Beijing Schmidt CCD Asteroid Program vid Xinglong-observatoriet.
Asteroiden har en diameter på ungefär 0,5 kilometer och den tillhör asteroidgruppen Apollo.